# Jan Siewert
Jan Siewert (Mayen, 23 augustus 1982) is een Duits voetbaltrainer. In december 2023 werd hij aangesteld als hoofdtrainer van Mainz 05.

## Trainerscarrière
Siewert speelde als middenvelder voor amateurclub TuS Mayen. Hierna ging hij aan de slag bij de Duitse voetbalacademie Hennes-Weisweiler-Akademie. Nadat hij assistent was geweest bij enkele Duitse jeugdelftallen werd Siewert in juni 2015 aangesteld als hoofdtrainer van Rot-Weiss Essen, dat destijds actief was in de Regionalliga West. Het seizoen 2015/16 mocht hij niet afmaken als trainer. Rot-Weiss Essen kwam in de degradatiezone terecht en Siewert werd in april 2016 aan de kant gezet. Hierop ging hij bij VfL Bochum werken, waar hij assistent-trainer van het eerste elftal en hoofdtrainer van de jeugd onder 19. In 2017 nam Borussia Dortmund de trainer over, als trainer van het tweede elftal. Deze rol had hij anderhalf jaar. In januari 2019 stelde Premier League-club Huddersfield Town Siewert aan als hoofdtrainer. Hij zette zijn handtekening onder een verbintenis voor de duur van tweeënhalf jaar. Hiermee werd hij de derde trainer van Borussia Dortmund II op rij die naar Engeland trok om daar hoofdtrainer te worden. David Wagner (de voorganger van Siewert bij Huddersfield Town) en Daniel Farke (Norwich City) gingen Siewert voor. Siewert werd in augustus 2019 na zeven maanden in dienst van Huddersfield ontslagen. In negentien wedstrijden wist hij met zijn team eenmaal te winnen.
Siewert keerde terug naar Duitsland en werd bij Mainz 05 verantwoordelijk voor de jeugdopleiding. Tijdens de winterstop van seizoen 2020/21 werd Jan-Moritz Lichte wegens slechte resultaten bij het eerste elftal ontslagen. Siewert nam voor de met 2–5 verloren thuiswedstrijd tegen Bayern München tijdelijk de rol van hoofdtrainer over. Een paar dagen later werd Bo Svensson als nieuwe trainer aangetrokken en Siewert keerde terug naar de jeugd. Na teleurstellende resultaten werd Svensson in het seizoen 2023/24 begin november ontslagen. Siewert werd opnieuw als vervanger naar voren geschoven. Vlak voor de winterstop werd bekend gemaakt dat Siewert de rest van het seizoen als hoofdtrainer mocht afmaken en hij kreeg een contract tot 2026.